# Buddhizmus Ausztriában
A buddhizmus Ausztriában hivatalos vallás, amelynek több mint 10 000 követője van az országban. A 2001-es népszámlálási adatok szerint ez a szám pontosan 10 402 fő volt, amely a lakosság csupán alig több mint 1%-a, mégis a buddhizmus Ausztriában nagy népszerűségnek örvend. A buddhisták többsége osztrák származású, de akadnak bevándorlók is, ezek Kínából, Vietnámból, illetve egyéb hagyományosan buddhista ázsiai nemzetből érkeztek.
A legtöbb európai országhoz hasonlóan a buddhizmus különféle irányzatait és iskoláit változó létszámú csoportok képviselik Ausztriában. Az ország legrégebbi buddhista hagyományokkal rendelkező városa Bécs, amely egyben az ország legnagyobb külföldi lakosságával is rendelkezik. Ausztria buddhista templomainak és központjainak többsége itt található. Ezek közül egyes helyek külseje kifejezetten kínai, vietnámi, tibeti vagy japán jegyeket hordoz. Nemrégiben létrehoztak egy buddhista temetőt is egy sztúpa-szerű épület körül a bécsi központi temetőben (Zentralfriedhof).
A buddhizmus hivatalosan 1983-ban fogadták el hivatalos vallásként az országban. Szűk értelemben véve ezzel Ausztria lett az első ilyen ország Európában, ugyanis csupán Oroszországban nyerte el hamarabb ezt a hivatalos rangot a buddhizmus az ortodox keresztény, az iszlám és a zsidó vallás mellett.

## Története

### Korai évek
A 19. századra, Arthur Schopenhauer és Richard Wagner hatásának köszönhetően, az Osztrák–Magyar Monarchia fővárosában élő műveltség érdeklődést mutatott a buddhizmus iránt. Karl Eugen Neumann (1865–1915), aki személyesen találkozott Wagnerrel az apja házában, szintén tanulmányozni kezdte a buddhizmust. 1884-ben úgy döntött, hogy megtanul páli nyelven, hogy az eredeti szövegeket tanulmányozhassa. Ötvenéves korában bekövetkezett halála előtt sikeresen lefordította a páli kánon jelentős részét német nyelvre.
1913-ban Jáván, a grazi Arthur Fitz vált az első jegyzett osztrák, aki Buddhista szerzetessé vált és felvette a Bhikkhu Sono nevet.
1923-ban alapították meg a „Buddhista Társaságot” Bécsben, és az osztrákok jelen voltak az 1937-es második Nemzetközi Buddhista Kongresszuson. A politikai helyzet – 1933 és 1938 között a fasiszta uralom és a katolikus egyház szövetsége, majd azt követően Ausztria megszállása Hitler vezetésével és a második világháború – rendkívül kedvezőtlen hatással volt az osztrák buddhizmus fejlődésére nézve.

### A második világháború után

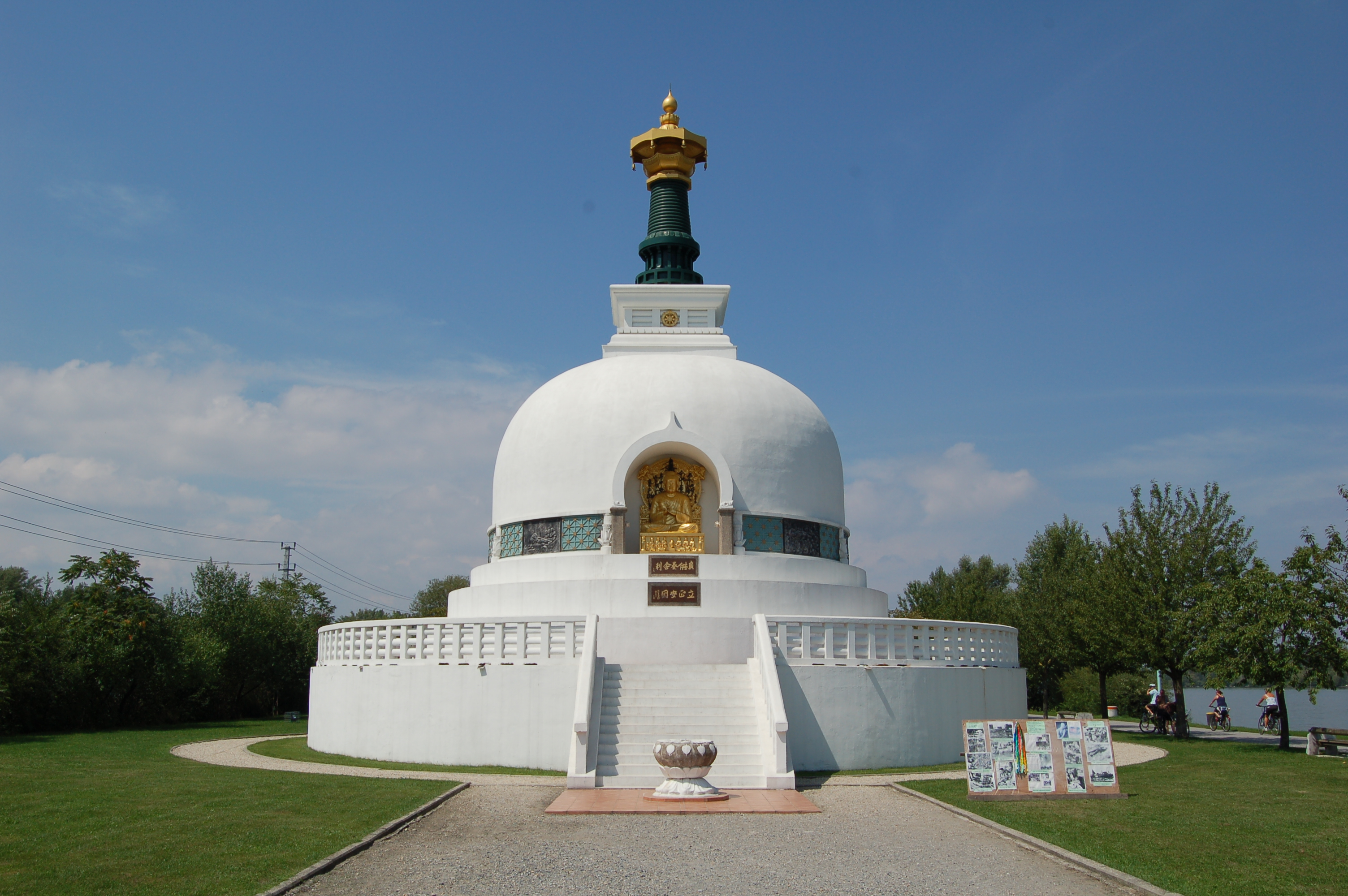
Békepagoda, egy sztúpa Bécsben

1949-ben megalapították a bécsi buddhista társaságot és a buddhizmus ismét virágzásnak indult. Az olyan személyek hatására, mint Fritz Hungerleider, aki hazatért kínai száműzetésből 1955-ben és a társaság elnöke lett, illetve Dr. Walter Karwath, aki éveken át gyakorolt Ázsiában keleti orvoslást, a buddhizmus fokozatosan beáramlott a műveltségi körökből a hétköznapi emberek világába is. Az 1970-es évek végén alapították meg a bécsi buddhista központot, a Dannebergplatz-ot. Emellett létrehoztak egy elvonulási központot (Scheibbs-i Buddhista Központ) és az első vidéki buddhista szervezetet Salzburgban (Salzburgi Buddhista Szövetség). Ez utóbbit Friedrich Fenzl alapította, aki a kiotói Ryukoku Egyetemen tanult. Meghívta Ausztriába Kosho Otanit, a dzsódo sinhez tartozó nisi hogandzsi ág pátriárkáját. Hemaloka Thero, Geshe Rabten, a 16. Karmapa, a 14. dalai láma és más buddhista hagyományok neves képviselői is ellátogattak az alpesi országba.
1979-ben Genro Koudela, eredetileg zen pap, hazatért szülővárosába, Bécsbe, és megalapította a Bodhidharma Zendo közösséget. A Fleischmarkt közelében lévő új buddhista központ lett a bécsi zen, a tibeti buddhista kagyü és a théraváda csoportok központja.
1981-től létezik Ausztriában az Arya Maitreya Mandala, amelyet Anagarika Govinda láma alapított.

### A buddhizmus mint hivatalos vallás
1983-ban, amikor a kormány hivatalosan is elfogadta a buddhizmust, új időszak kezdődött. A Duna partján átadtak egy jól látható helyen lévő békesztúpát, illetve Vorarlberg átadtak egy elvonulási és oktatási központot (Letzehof), amely a tibeti gelug iskola alá tartozik. Vanja Palmers, a japán szótó iskola zen tanítója, illetve David Steindl-Rast, osztrák-amerikai bencés szerzetes, elvonulási központot hozott létre Salzburg alpesi régiójában. Az ország déli részének első központja egy burmai théraváda elvonulási központ volt, amelyet az 1990-es években adtak át.
1993-ban Ausztriában tartották az Európai Buddhista Unió éves találkozóját, amelyre számos európai országból érkeztek résztvevők.
A dalai láma egy sor látogatása, előadása és egyéb tanítása Grazban – 1995-ben, 1998-ban (egy sztúpa felszentelése kapcsán), és 2002-ben (tanítást adott a kálacsakráról a világbékéért) erős bátorítást jelentett az osztrák buddhisták számára.

### Buddhista vallási képzés az osztrák iskolákban
A buddhizmus hivatalos vallásként való elismerése megnyitotta a kapukat a buddhista vallásos oktatás felé az iskolákban. 1993-ban tanulhattak először osztrák gyerekek iskolában a buddhizmusról a tantervben foglaltak szerint. Tizenkét évvel később a projektet  kiterjesztették Bécsre, Grazra és Salzburgra. Ma már lehetőség van buddhista vallásos képzést szerezni minden korosztályban (6-19 éves korig), mind a kilenc osztrák tartományban. A tanárképző akadémiát 2001-ben alapították.

## Kapcsolódó szócikkek

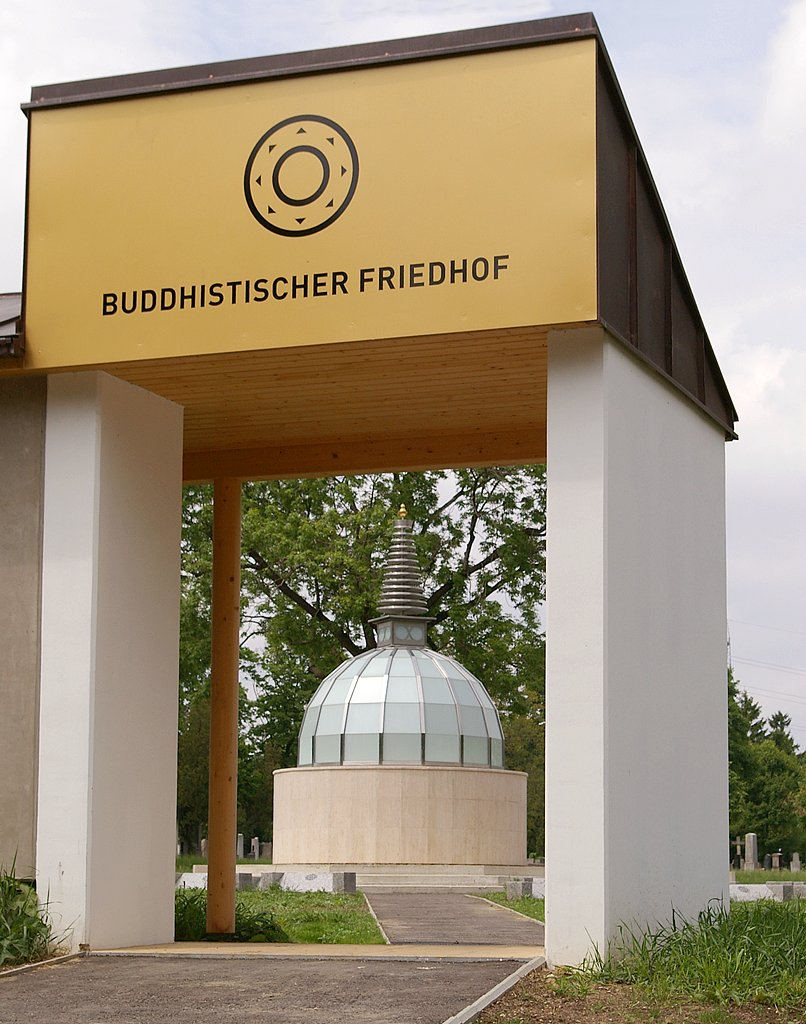
Buddhista temető a bécsi Zentralfriedhofban